# Malindi-Meeres-Nationalpark
Der Malindi-Meeres-Nationalpark ist ein Nationalpark an der Küste Kenias im Süden von Malindi. Er wurde im Jahr 1968 von der kenianischen Regierung eingerichtet und ist damit einer der ältesten Meeres-Nationalparks Afrikas. Er wurde 1979 von der UNESCO als Biosphärenreservat ausgewiesen und 2019 zum Biosphärenreservat Malindi-Watamu-Arabuko-Sokoke erweitert.

## Geographie

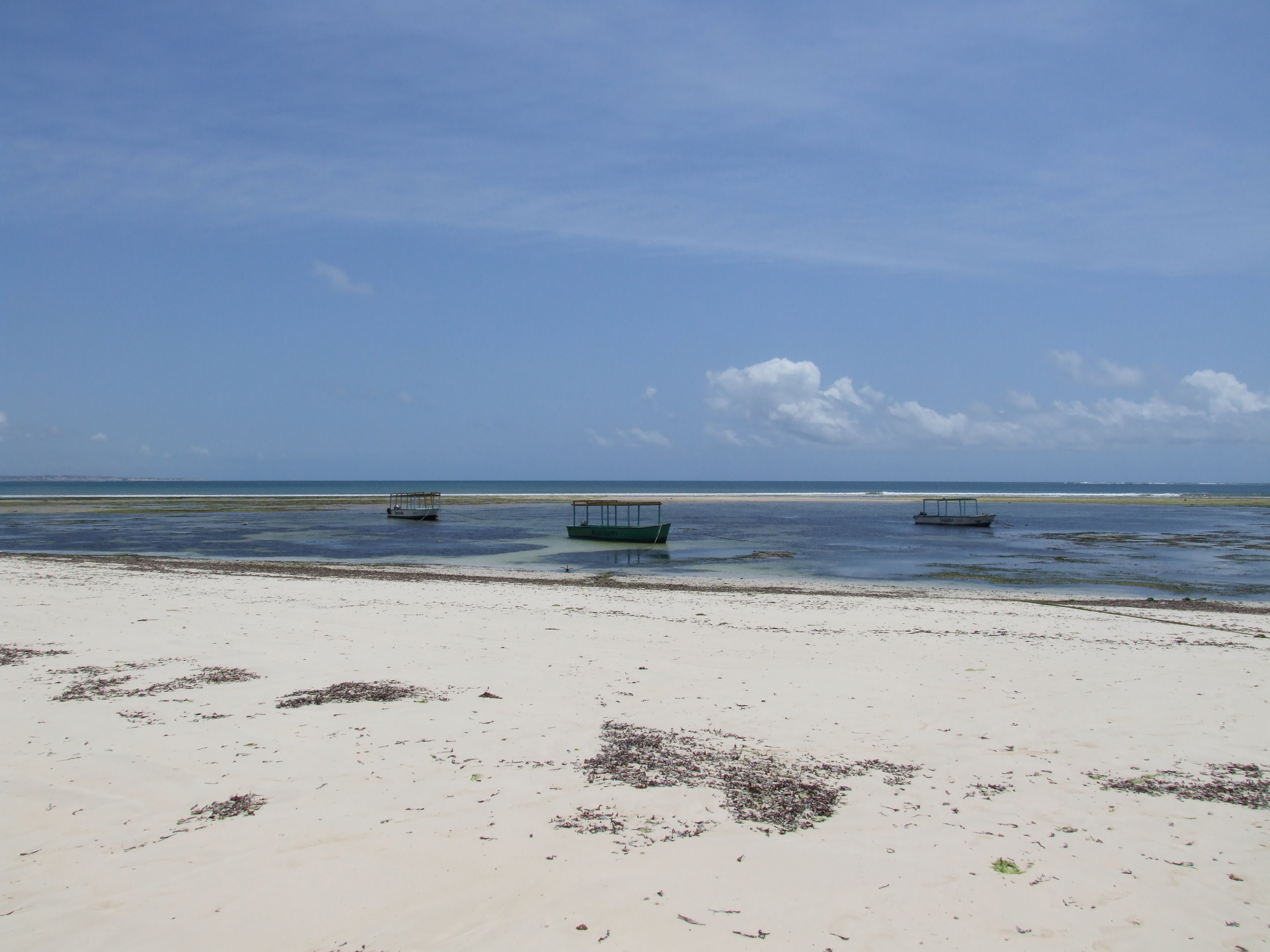
Malindi Meeres-Nationalpark

Der Park gehört zusammen mit dem Watamu-Meeres-Nationalpark zu einem Naturschutzgebiet mit einer Größe von insgesamt 213 Quadratkilometern, das sich über einen etwa 30 Meter breiten Küstenabschnitt von der Vasco-da-Gama-Säule in Malindi bis Watamu erstreckt.
Er verläuft dort vom Leopard Point im Süden zum nördlichen Chaoni Point und schließt einen Bereich bis etwa 3,5 Seemeilen ins Meer zur Sand Island im Süden, entlang der etwa einen Kilometer langen und zwischen zehn und zwanzig Meter tiefen Stork Passage, bis hin zum Nordriff ein.
Einige hundert Meter vom Ufer entfernt verläuft das Riff fast parallel zum Strand. Zwischen der Küste und dem Nordriff und dem Barracuda-Riff fließt der Barracuda-Kanal. Die Brandung wird dort von dem Barracuda-Riff ausgebremst, was sich schonend auf den Küstenbereich auswirkt. Entlang dem Nationalpark befindet sich ein breiter Sandstrand, dessen Sand zu einem hohen Anteil aus Korallen gebildet wurde. Die Riffs ragen bei Ebbe teilweise aus dem Wasser heraus.

## Tier- und Pflanzenwelt
Die Vegetation entlang der Küste ist geprägt von Kokospalmen, Kasuarinengewächse und Mangroven sowie vereinzelten Schraubenbäumen. Hinzu kommen vereinzelte Kapok- und Kaschubäume und zahlreiche, vor allem angebaute Mangobäume.
Der Malindi-Meeres-Nationalpark bietet Lebensraum für über 300 Fischarten, darunter Doktorfische, Dunkle Riesenzackenbarsche (Epinephelus lanceolatus) und Barrakudas. Das Watt und die Saumriffe beheimaten Hummerartige, Krabben, Muscheln, Kraken, Seesterne und etwa 140 Korallenarten wie beispielsweise die Orgelkoralle. Zudem leben Delfine und verschiedene Schildkrötenarten wie die Unechte Karettschildkröte, die Suppenschildkröte, die Echte Karettschildkröte und die Oliv-Bastardschildkröte in dem Schutzgebiet.
An der Küste befindet sich ein Mangrove-Ökosystem. Zudem sind zahlreiche Vogelarten in dem Gebiet beheimatet, beispielsweise Brachvögel, Schnepfenvögel, Zwergstrandläufer, Sanderlinge, Regenbrachvögel und Grünschenkel.